# SIX1
SIX1‏ (SIX homeobox 1) هوَ بروتين يُشَفر بواسطة جين SIX1 في الإنسان.